# Wasserwirtschaftsplan
Ein Wasserwirtschaftsplan (WWP) ist ein Konzept für die Bewirtschaftung und Bemessung einer Stauanlage an einem Gewässer (Talsperren) oder für eine Flussgebietseinheit. Die verschiedenen Ziele der Wasserwirtschaft bei der Nutzung von Gewässern und beim Wasserhaushalt werden damit koordiniert. Seit Ende des 20. Jahrhunderts wird vor allem das Ziel einer nachhaltigen und umweltverträgliche Wassernutzung verfolgt.
Im Wasserwirtschaftsplan werden z. B. die Stauräume bemessen, die für die wirtschaftliche Nutzung der Fließgewässer und den notwendigen Hochwasserschutz nötig sind. Er dient dazu, immer ausreichend viel und qualitativ gutes Wasser als Trinkwasser oder Brauchwasser zur Verfügung stellen zu können. Gleichzeitig soll das Ziel verfolgt werden, immer genug freien Stauraum für den Hochwasserschutz zu haben. Deshalb müssen bestimmte höchste und niedrigste Stauziele eingehalten werden. Ein weiteres Ziel ist die Bemessung der Überlaufkapazität des Absperrbauwerks einer Talsperre bei Hochwasser und damit der Sicherheit des Bauwerks und der Unterlieger.
Auch die Wassernutzungsrechte sollen in Einklang gebracht werden bzw. werden nach dem WWP erteilt, zum Beispiel das Recht zum Aufstau eines Gewässers, zur Wasserkraftgewinnung, der Entnahme von Wasser, der Schifffahrt, der Niedrigwasseraufhöhung zur Gewährleistung eines Mindestabflusses usw.
Der Wasserwirtschaftsplan beinhaltet Regelungen, wie der Abfluss mit den Betriebseinrichtungen (Grundablässe) in Abhängigkeit von den Zuflüssen und vom Entnahmebedarf gesteuert werden soll.
Da die meisten Gewässer und Stauanlagen in öffentlichem (staatlichem) Besitz sind und die Versorgung mit Wasser und der Hochwasserschutz von öffentlichem Interesse sind, ist die Bewirtschaftung von Gewässern eine staatliche Aufgabe und deshalb muss ein Wasserwirtschaftsplan vom Staat, zum Beispiel in Gestalt der Regierungspräsidien, genehmigt werden. Aufgestellt werden die Wasserwirtschaftspläne meist von Wasserverbänden, die auch die Stauanlagen betreiben.
Genaueres zum Wasserwirtschaftsplan findet sich in der DIN 19700 oder der Richtlinie 2000/60/EG (Wasserrahmenrichtlinie).
Ein Beispiel für einen Wasserwirtschaftsplan ist SAGE (Frankreich). In Deutschland richtet sich die wasserwirtschaftliche Planung nach den §§ 82 ff. Wasserhaushaltsgesetz.